# Elecciones generales de Belice de 2015
Las elecciones generales se celebraron en Belice el 4 de noviembre de 2015 para elegir a los miembros de la Cámara de Representantes. El 28 de septiembre de 2015, el Primer Ministro Dean Barrow anunció que había aconsejado al Gobernador General Colville Young que disolviera la Asamblea Nacional y que fijara el miércoles 4 de noviembre de 2015 como fecha para las próximas elecciones generales.
El Partido Demócrata Unido de Barrow aumentó su mayoría de 17 a 19 escaños. Por otro lado, el opositor Partido Unido del Pueblo ganó 12 escaños.
La participación alcanzó un 72.68%.

## Resultados
| Partido                                                                                            | Partido                               | Votos   | %     | Escaños | +/–   |
| -------------------------------------------------------------------------------------------------- | ------------------------------------- | ------- | ----- | ------- | ----- |
| | Partido Demócrata Unido               | 71,452  | 50.52 | 19      | +2    |
| | Partido Unido del Pueblo              | 67,566  | 47.77 | 12      | –2    |
| | Partido Progresista de Belice         | 2,336   | 1.65  | 0       | Nuevo |
| | Partido Verde Independiente de Belice | 5       | 0.01  | 0       | Nuevo |
| | Independientes                        | 72      | 0.05  | 0       | 0     |
| Votos nulos/en blanco                                                                              | Votos nulos/en blanco                 | 1,450   | –     | –       | –     |
| Total                                                                                              | Total                                 | 142,881 | 100   | 31      | 0     |
| Votantes registrados/participación                                                                 | Votantes registrados/participación    | 196,587 | 72.68 | –       | –     |
| Fuente: Elections and Boundaries Department Archivado el 20 de octubre de 2016 en Wayback Machine. |                                       |         |       |         |       |